# Optatus Paul
Optatus Paul (* 26. März 1746 in Zwickau, Böhmen als Johannes Petrus; † 14. November 1819 in Neuzelle) war der 45. und letzte Abt des Klosters Neuzelle vor dessen Auflösung in Folge der Säkularisierung.

## Leben
Er wurde als Sohn des Fleischers und Ratskellermeisters Johann Peter Paul und dessen Ehefrau geboren. Mit 24 trat er als Novize in den Konvent von Neuzelle ein und legte am 8. Dezember 1771 die Profess ab. Er studierte von 1775 bis 1776 in Prag Theologie und wurde im Jahr seines Abschlusses zum Priester geweiht. Anschließend war er in verschiedenen seelsorgerischen Aufgaben tätig. Nach einer zweijährigen Vakanz des Abtstuhles von Neuzelle wurde er am 26. Juli 1803 mit 17 von 32 Stimmen zum Abt gewählt. Die Benediktion erhielt er am 31. Juli 1803. 
Er wurde in einer sehr schwierigen Zeit zum Abt bestimmt. In Folge der Französischen Revolution löste sich die Ordensleitung in Citeaux auf und die Niederlausitz wurde durch die subsequenten Koalitionskriege geprägt. 1815 fiel die Niederlausitz durch den Wiener Kongress an Preußen. Somit war Neuzelle auch ein Teil des preußischen Staates. Am 26. Februar 1817 wurde das Kloster durch Kabinettsorder aufgelöst. Der Orden wurde in Neuzelle enteignet und den 32 Mönchen des Konvents wurde es verboten, ihren Habit zu tragen. Dem ehemaligen Abt wurde es dennoch erlaubt, im Kloster weiterzuleben und er starb am 14. November 1819 dort. Am 17. November 1819 wurde er in der Äbtegruft der Josefskapelle beigesetzt.